# Стены Никосии
Стены Никосии — серия оборонительных сооружений, окружающих столицу Кипра. Первые сооружения были построены ещё в Средние века, однако их полностью перестроили в середине XVI века. Стены до сегодняшнего дня являются одними из наиболее сохранившихся оборонительных укреплений эпохи Ренессанса. Они также являются главной туристической достопримечательностью города.

## История

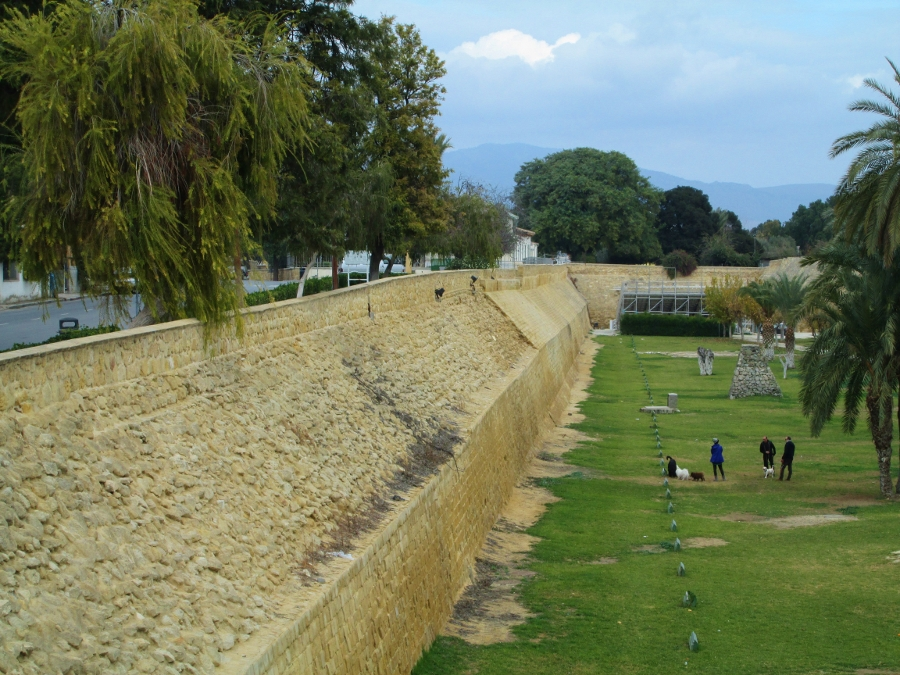
Часть стен Никосии

Первое укрепление Никосии было построено в 1211 году в период правления дома Лузиньянов. Башня Маргариты была построена кипрским королём Петром I в 1368 году. Пётр II построил первые укрепления, окружающие весь город. Также при этом правителе была снесена построенная ранее Башня Маргариты.
В 1489 году Кипр стал частью Венецианской республики. Несмотря на то, что венецианское правительство подчёркивало необходимость улучшения укреплений, первоначально никаких действий для этого не предпринималось. Ситуация изменилась после Великой осады Мальты в 1565 году, когда возникла угроза нападения со стороны Османской Империи.
В 1567 году было принято решение укрепить город. Итальянским архитекторам Джулио Саворньяну и Франческо Барбаро было поручено спроектировать новые укрепления. Средневековые укрепления, которые инженеры сочли недостаточными для защиты города, были разрушены, чтобы освободить место для новых стен. Также для укрепления города было снесено несколько домов, церквей и дворцов. Река Педиэос была выведена за пределы города, чтобы заполнить ров, окружающий новые стены.
Кипрская война началась, когда укрепления не были полностью достроены. Османские войска вторглись на Кипр 1 июля 1570 года под командованием Пияле-паши и начали осаду Никосии 22 июля. 9 сентября османские воины прорвали стены у бастиона Подокаттаро. После окончания осады Османская империя оставила в городе гарнизон из 4000 пеших солдат и 1000 кавалеристов. Хотя новые власти и восстановили укрепления после осады, к началу XVII века они уже пришли в негодность, город стал почти беззащитен и переживал тяжелейший упадок.
Столица Кипра начала возрождаться только в середине XIX века. Когда в 1878 году власти Британской империи оккупировали Кипр, город ещё полностью находился в границах старых стен. Через год возле Пафосских ворот был сделан проход, чтобы облегчить доступ к близлежащим поселениям. В течение XIX века было сделано ещё несколько подобных проходов.

## Архитектура
Стены Никосии окружают центр города по кругу, длина окружности около 5 км, высота крепости около 12 метров. Стены имеют 11 пятиугольных бастионов с округлыми орильонами. Бастионы названы в честь одиннадцати итальянских родов, которые пожертвовали деньги на строительство фортификационного сооружения.
- Караффский Бастион (Республика Кипр)
- Бастион Подокаттаро (Республика Кипр)
- Бастион Констанцо (Республика Кипр)
- Бастион Д’Авила (Республика Кипр)
- Трипольский Бастион (Республика Кипр)
- Бастион Флэтро (буферная зона)
- Бастион Роккас (Северный Кипр)
- Бастион Мула (Северный Кипр)
- Бастион Квирини (Северный Кипр)
- Бастион Барбаро (Северный Кипр)
- Бастион Лоредано (Северный Кипр)

В стенах имеется трое ворот:
- Пафосские ворота или Порта Сан-Доменико
- Ворота Фамагусты или Порта Джилиана
- Киренийские ворота или Порта-дель-Проведиторе

Согласно легенде архитектор назвал ворота Порта Джилиана в честь своей дочери.